# عملية الرعد الفوري

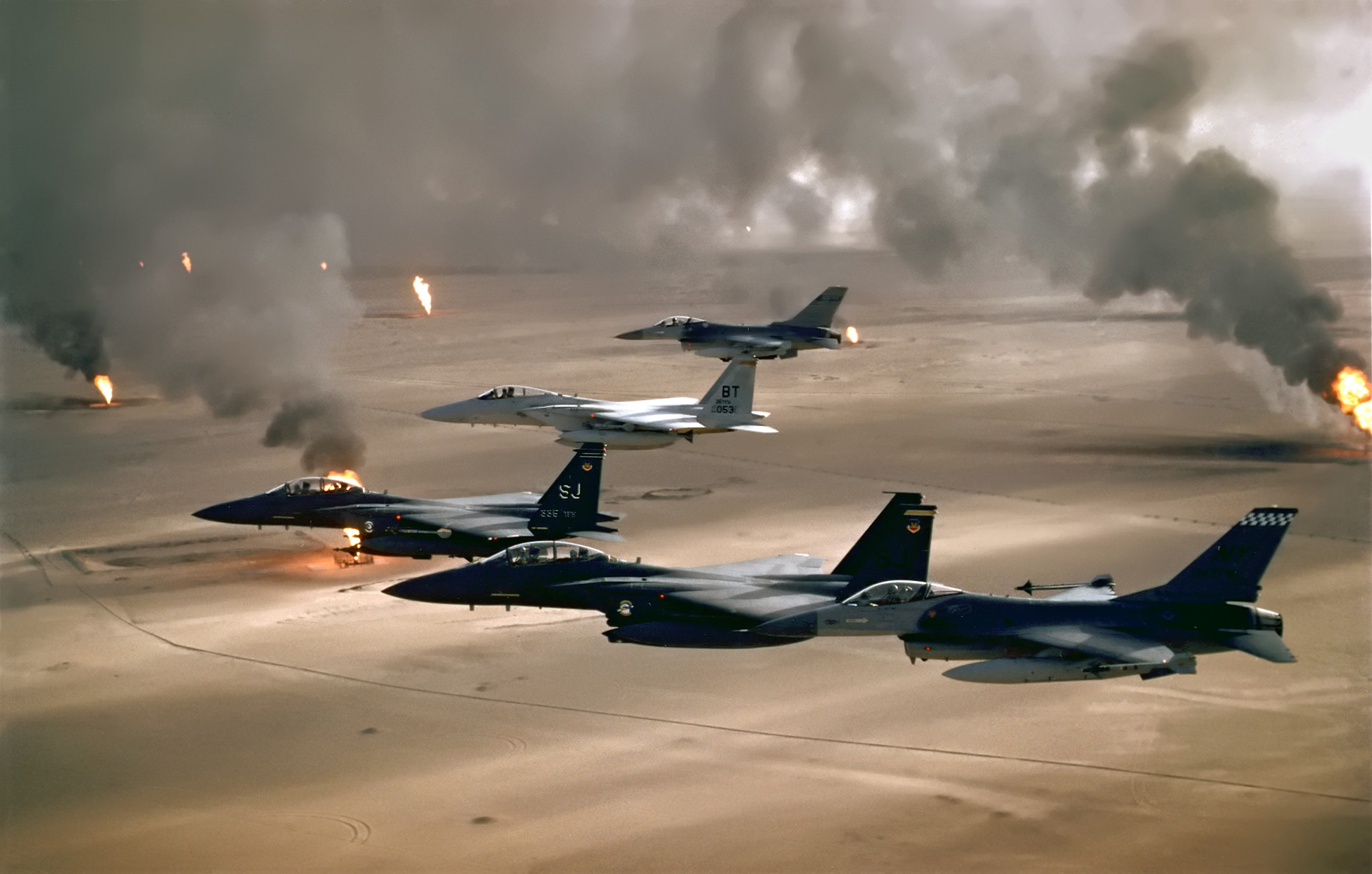
طائرة تابعة لللقوات الجوية الأمريكية تحلق فوق آبار النفط الكويتية المحترقة.

عملية الرعد الفوري هو الاسم الأولي الذي أعطي لضربة جوية مخططة من قبل الولايات المتحدة خلال حرب الخليج الثانية. صممها العقيد جون أ. وأردن الثالث حيث كان من المخطط أن يكون ضربا هائلا من شأنه أن يدمر الجيش العراقي مع خسارة دنيا للحياة المدنية وكذلك الأمريكية.
التخطيط للعملية استعمل فيه النموذج الفكري لحلقات وأردن الخمسة. الحلقات الخمس التي وضعها العقيد جون وأردن من القوات الجوية الأمريكية أعطت الأولوية لجوانب مختلفة من آلة الحرب في الأمم إلى نموذج من نوع الثيران. وضعت القيادة كأولوية قصوى قائلة إن هذا «سيؤدي إلى قطع رأس» العدو. الاسم هو إشارة إلى عملية الرعد المتداول وهي حملة مشتركة بين الولايات المتحدة والجنوب الفيتنامي في حرب فيتنام.

## المرحلة الأولى
دعت الخطة إلى ثلاث مراحل منفصلة. كانت أقصرها هي المرحلة الأولى التي ستستخدم «قمع الدفاع» لتأسيس السيطرة على المجال الجوي فوق العراق والكويت. كان ذلك من خلال القضاء على رادار العدو وقطع مدارج الهبوط المستخدمة من قبل الجيش العراقي وتحييد أي بطاريات صواريخ أرض جو.
ستشمل هذه المرحلة الأولى من العملية أيضا قصف مواقع قيادة عسكرية مختارة فضلا عن مواقع يشتبه في أنها أسلحة كيميائية. تم تحديد ما مجموعه 84 هدفا في البداية ولكن تم زيادة هذا العدد في وقت لاحق.

## المرحلة الثانية
ستحاول المرحلة الثانية تعطيل الجيش العراقي فضلا عن البنية التحتية للبلد. سيشمل ذلك تفجير مستودعات الأسلحة ومصافي التكرير وغيرها من المواقع الحاسمة لنجاح الجيش. من شأن هذه الضربات أن تشل الجيش العراقي من خلال جعل العراق غير قادر على تصنيع أو إصلاح الأسلحة.
من ثم سيتحول الاهتمام إلى تعطيل البنية التحتية المدنية في العراق وذلك بتدمير محطات توليد الكهرباء وخطوط الهاتف ومحطات معالجة المياه.

## المرحلة الثالثة
أخيرا فإن المرحلة الثالثة ستشهد إشراك الأميركيين مع العراقيين في القتال المباشر. تراجعت في المراحل الأولية وكان من المتوقع أن الجيش العراقي لن يكون قادرا على حشد الكثير من المقاومة.

## التنفيذ
بدأ التخطيط لعملية الرعد الفوري في 5 أغسطس 1990. بحلول الوقت الذي بدأ فيه القتال في 17 يناير 1991 تم دمج المراحل الثلاث في عملية عاصفة الصحراء حيث كان رئيس هيئة الأركان المشتركة كولن باول مترددا في دعم أي عمل لا يشمل الهجوم البري.
التكتيكات التي يستخدمها الجيش الأمريكي خلال العملية ستكون نموذجا للصراعات المستقبلية التي تشارك فيها الولايات المتحدة.